# Serpukhovien
| Systeem                                                              | Subsysteem (NW-Europa) | Etage (NW-Europa) | Serie (ICS)   | Etage (ICS) | Ouderdom (Ma) |
| -------------------------------------------------------------------- | ---------------------- | ----------------- | ------------- | ----------- | ------------- |
| Perm                                                                 | Rotliegend             | Autunien          | Cisuralien    | Asselien    | jonger        |
| Carboon                                                              | Silesien               | Stephanien        | Pennsylvanien | Gzhelien    | 298,9–303,7   |
| Carboon                                                              | Silesien               | Westfalien        | Pennsylvanien | Kasimovien  | 303,7–307,0   |
| Carboon                                                              | Silesien               | Westfalien        | Pennsylvanien | Moscovien   | 307,0–315,2   |
| Carboon                                                              | Silesien               | Westfalien        | Pennsylvanien | Bashkirien  | 315,2–323,2   |
| Carboon                                                              | Silesien               | Namurien          | Pennsylvanien | Bashkirien  | 315,2–323,2   |
| Carboon                                                              | Silesien               | Mississippien     | Serpukhovien  | 323,2–330,9 |               |
| Carboon                                                              | Dinantien              | Mississippien     | Viséen        | Viséen      | 330,9–346,7   |
| Carboon                                                              | Dinantien              | Mississippien     | Tournaisien   | Tournaisien | 346,7–358,9   |
| Devoon                                                               | Boven                  | Famennien         | Boven         | Famennien   | ouder         |
| Indeling van het Carboon gebruikt in Noord-Europa en volgens de ICS. |                        |                   |               |             |               |

Het Serpukhovien is in de officiële geologische tijdschaal van het ICS de bovenste etage in het Onder-Carboon (Mississippien), die een ouderdom heeft van 330,9 (± 0,2) Ma tot 323,2 (± 0,4) Ma. Het Serpukhovien ligt boven het Viséen en onder het Bashkirien. Het Serpukhovien correleert met het onderste gedeelte van het Namurien uit de West-Europese indeling van het Carboon.

## Stratigrafie
Het Serpukhovien is genoemd naar de Russische stad Serpoechov vlak bij Moskou. Er was voor het Serpukhovien in 2007 nog geen golden spike vastgelegd.
De basis van het Serpukhovien wordt gedefinieerd door het eerste voorkomen van de conodont Lochriea crusiformis. De top, per definitie gelijk aan de basis van het Bashkirien, ligt bij het eerste voorkomen van de conodont Declinognathodus nodiliferus.
In de biostratigrafie wordt het Serpukhovien aan de hand van fossielen van conodonten ingedeeld in vier biozones:
- zone van Gnathodus postbilineatus;
- zone van Gnathodus bollandensis;
- zone van Lochriea cruciformis;
- zone van Lochriea ziegleri.